# Clyde Purnell
Clyde Honeysett Purnell (Ilha de Wight, 14 de maio de 1877 - 14 de agosto de 1934) foi um futebolista inglês que competiu nos Jogos Olímpicos de 1908, sendo campeão olimpico.
Clyde Purnell pela Seleção Britânica de Futebol conquistou a medalha de ouro em 1908. .